# Trentepohlia (Mongoma) riverai
Trentepohlia (Mongoma) riverai is een tweevleugelige uit de familie steltmuggen (Limoniidae). De soort komt voor in het Oriëntaals gebied.